# Tilda Heimersson
Tilda Heimersson, född 22 december 1991, är en fotbollsspelare från Sverige (mittfältare) som spelat i Linköpings FC säsongerna 2008-2013. Nuvarande klubb är GT Östergötland i Korpen division 2.. 
Tilda har även i spelat i svenska landslaget för F91 och blev hösten 2009 utsedd till lagkapten. Tilda har oftast spelat yttermittfältare i klubblaget och innermittfältare i landslaget. Tilda blev inkallad till EM-kvalet för U-19 tjejerna 2010.